# Лагуардия, Эрнесто
Эрнесто Лагуардия (исп. Ernesto Laguardia; род. 5 октября 1959 года, Мехико, Мексика) — мексиканский актёр.

## Биография
Родился 5 октября 1959 года в Мехико. В мексиканском кинематографе дебютировал в 1981 году и с тех пор снялся в 44 работах в кино и телесериалах. Телесериалы Пятнадцатилетняя (Подростки), Алондра, Узы любви, Моя дорогая Исабель, Разлучённые, Истинная любовь и Рассвет оказались наиболее успешными в карьере актёра. Был номинирован 15 раз на 5 премий, из которых ему удалось одержать достойную победу в 10 номинациях, после чего вышел на мировой уровень популярности.

## Фильмография
1
Ловушки любви (сериал, 2015)
Amores con trampa ... Santiago
2
Корона слёз (сериал, 2012 – 2013)
Corona de lágrimas ... Rómulo Ancira
3
Plaza Sésamo: Los monstruos feos más bellos (видео, 2008)
... Ernesto
4
Огонь в крови (сериал, 2007 – 2008)
Fuego en la sangre ... Juan José Robles
5
Любовь без грима (сериал, 2007)
Amor sin maquillaje
6
Жестокий мир (сериал, 2006 – 2007)
Mundo de fieras ... Leonardo Barrios
7
Рассвет (сериал, 2005 – ...)
Alborada ... Cristóbal de Lara
8
Истинная любовь (сериал, 2003)
Amor real ... Humberto Peñalver
9
Подруги и соперницы (сериал, 2001)
Amigas y rivales ... Ernesto Laguardia
10
Друзья навеки (сериал, 2000)
Amigos X siempre ... Salvador Vidal Ruvalcaba
11
Рождественская сказка (мини-сериал, 1999)
Cuento de Navidad ... Miguel
12
Сегодня (сериал, 1998 – ...)
Hoy ... ведущий
13
Богиня любви (сериал, 1998)
Gotita de amor ... Dr. Alberto
14
Разлучённые (сериал, 1997)
Desencuentro ... Luis
15
Мария Исабель (сериал, 1997)
María Isabel ... Luis Torres
16
Телемарафон (сериал, 1997 – 2011)
Teletón ... Presentador
17
Эсмеральда приходит по ночам (1997)
De noche vienes, Esmeralda ... Pedro, accusing husband
18
Моя дорогая Исабель (сериал, 1996 – ...)
Mi querida Isabel ... Luis Daniel Márquez Riquelme (1997)
19
Зажженый факел (сериал, 1996)
La antorcha encendida ... Gral. Ignacio Allende
20
Узы любви (сериал, 1995 – ...)
Lazos de amor ... Bernardo Rivas
21
Алондра (сериал, 1995)
Alondra ... Carlos Támez
22
Как невеста (1994)
Novia que te vea ... Eduardo Saavedra
23
Бедные родственники (сериал, 1993)
Los parientes pobres ... Jesús Sánchez (Chucho)
24
Начало и конец (1993)
Principio y fin ... Gabriel Botero
25
Не тот человек (ТВ, 1993)
The Wrong Man ... Detective Ortega
26
¡Aquí espaantan! (1993)
... Alejandro
27
Cambiando el destino (1992)
... Toño el representante
28
Улыбка дьявола (сериал, 1992)
La sonrisa del diablo ... Rafael Galicia
29
Пепел и алмазы (сериал, 1990)
Cenizas y diamantes ... Julián Gallardo (1990)
30
Imagen de muerte (1990)
31
Расхитители гробниц (1990)
Ladrones de tumbas ... Manolo Andrade
32
Цветок и корица (сериал, 1989)
Flor y canela ... Pablo
33
Время любви (сериал, 1987)
Tiempo de amar ... Héctor
34
Пятнадцатилетняя (сериал, 1987)
Quinceañera ... Pancho
35
Марионетка (сериал, 1986)
Marionetas ... Sergio (1986)
36
Отмеченное время (сериал, 1986 – 1990)
Hora Marcada ... Gustavo
37
Проходят годы (сериал, 1985)
Los años pasan ... Cuco
38
Женщина, случаи из реальной жизни (сериал, 1985 – ...)
Mujer, casos de la vida real
39
Хищница (сериал, 1983)
La fiera ... Raúl, blind boy
40
¡¡Cachún cachún ra ra!! (сериал, 1981)
... Neto (1985-1986)

### В титрах не указан
41
Дюна (1984)
Dune ... Harkonnen's Victim

### Камео
42
Grandes finales de telenovelas (ТВ, 2010)
... Humberto Peñalver y Beristáin Curiel / Pancho, хроника
43
Другая роль (сериал, 1995 – ...)
Otro rollo con: Adal Ramones